# 天津市科学技术局
天津市科学技术局是中华人民共和国天津市人民政府管理天津市科学技术的组成部门。

## 历史沿革
1956年8月，中共天津市委书记处召开会议，听取市委文教部“关于天津市知识分子工作纲要（初稿）”执行情况的汇报，并作出决定：建立天津市科学工作委员会，归天津市人民委员会领导。会后即成立天津市科学工作委员会筹备办公室。1957年2月，天津市科学工作委员会召开成立大会。1958年10月，中共天津市委决定成立天津市科学技术委员会（简称天津市科委），同时撤销天津市科学工作委员会。
1966年5月文化大革命开始以后，天津市科学技术委员会的工作处于停顿状态。1968年11月，天津市革命委员会决定撤销天津市科学技术委员会、天津市科学技术协会和天津市工业技术局，成立天津市科学技术局。1977年9月，中共天津市委决定成立天津市科学技术委员会，同时撤销天津市科学技术局。
2018年11月，经党中央、国务院批准，中共中央办公厅、国务院办公厅印发《天津市机构改革方案》。其中要求将原天津市科学技术委员会、天津市外国专家局（天津市引进国外智力办公室）的职责等整合，组建天津市科学技术局，作为市政府组成部门。新成立的天津市科学技术局保留天津市外国专家局牌子。不再保留天津市科学技术委员会、单设的市外国专家局（天津市引进国外智力办公室）。2018年12月初，天津市科学技术局正式挂牌。时任天津市委副书记阴和俊、市人民政府副市长姚来英出席挂牌仪式。

## 组织机构

### 机关处室
- 办公室（科技信息动员办公室）
- 战略规划与政策法规处（执法监督处）
- 科研院所服务处（安全保卫处）
- 资源配置与管理处（重大项目办公室）
- 科技金融处
- 科技监督与诚信建设处（审计处、政务服务处）
- 基础研究处（实验动物管理办公室）
- 高新技术处
- 社会发展与农村科技处
- 生物医药处
- 科技成果与技术市场处
- 区域创新处
- 网络安全和信息化办公室
- 引智育才工作处
- 合作交流处（港澳台办公室）
- 干部人事处
- 党群工作处
- 机关党委办公室（统战处）
- 离退休干部处

### 直属单位
- 天津市科学技术发展战略研究院
- 天津市科技创新发展中心
- 天津市科学技术信息研究所
- 天津市技术物理研究所
- 天津市激光技术研究所
- 天津实验动物中心
- 天津市半导体技术研究所
- 天津市制造业信息化生产力促进中心

- 天津市科学技术信息研究所
- 天津市科技培训中心
- 天津市科学学研究所
- 天津市科技统计与发展研究中心
- 《科学学与科学技术管理》杂志社
- 天津市对外科技交流中心
- 天津市科技档案馆
- 天津市高新技术成果转化中心
- 天津市院士科技活动中心
- 北方技术交易市场
- 天津市翠屏湖科学园
- 天津市科技创业服务中心
- 天津市科技翻译出版社
- 天津市科技条件服务中心
- 天津市科技与人才开发中心
- 天津市科技星火开发中心
- 环境无害化技术转移中心北方分中心
- 天津市创业投资发展中心
- 天津国家生物防护装备工程技术研究中心
- 天津检验检疫科学技术研究院
- 天津市制造业信息化生产力促进中心
- 天津市实验动物中心
- 天津市技术物理研究所
- 天津市半导体技术研究所
- 天津市激光技术研究所
- 天津市科学器材集团公司
- 天津市国际科技咨询公司
- 天津海岸带(集团)公司
- 天津科技发展投资总公司[3]